# FK Lažiště
FK Lažiště je český fotbalový klub, který sídlí v Lažišti v Jihočeském kraji. Klub byl založen v roce 1972 pod názvem TJ JZD Lažiště. Největším úspěchem v historii klubu byla účast v Jihočeském krajském přeboru.

## Historie klubu

### Od roku 1971
Myšlenka založení místního fotbalového klubu se v hlavách tehdejších hráčů okolních klubů V. Pecky, V. Prince, Z. Haranta, J. Pěsty a J. Langa zrodila až roku 1971. Roku 1972 bylo na ustavující schůzi rozhodnuto o založení tělovýchovné jednoty s názvem TJ JZD Lažiště za podpory Místního národního výboru a JZD Lažiště. V červenci téhož roku bylo dokončené v Melesíně fotbalové hřiště, které bylo financováno převážně z obecních prostředků a na jehož stavbě se podíleli všichni zakládající členové a zároveň i děvčata místního SSM. Na založení klubu měl značný podíl i tehdejší ředitel ZŠ František Fleischmann ze Šumavských Hoštic, který pomáhal oddílu v jeho začátcích, zejména po organizační stránce.
Předsedou oddílu byl zvolen Ing. Adolf Pavel, předseda místního JZD a do výboru byli zvoleni Maun Pavel – pokladník, Gloga Bronislav – organizační pracovník, Selner František – místopředseda a Vojta Josef – zdravotník.
Hráčský kádr pak tvořili Vojta J., Maun, Hůrský, Jiroušek J., Harant St., Lang J., Pecka V., Princ V., Pěsta J. ml., Harant Z., Kolář M., Hasil J., Linha V., Mráz L., Gloga B., Krinedl F.
Ještě roku 1972 se oddíl přihlásil do okresní soutěže a odehrál první soutěžní ročník, v němž se umístil na 11. místě. Mužstvo se tehdy připravovalo na svá utkání bez trenéra a hráči se museli postarat i o veškerou údržbu hřiště a dresů. Na jaře roku 1973 se funkce trenéra jako první ujal prachatický p. Kukačka a pod jeho vedením v dalších letech úroveň lažišťské kopané stoupala. V letech 1974–1975 hrálo svoji soutěž i mužstvo žáků. Období 1975-1976 mužstvo absolvovalo pod taktovkou nového trenéra p. Sedláka, který měl k dispozici tyto hráče: Kiss, Budský, Fafejta, Sedlák, bratři Kutlákové, Tischler, Kotrouš, Jileček, Krinedl Z., Tisoň, Běle, Pecka, Princ, Harant, Pěsta, Vojta.

### Období mezi lety 1978-1990
V roce 1978 převzal mužstvo krátce V. Kraus, jehož ve funkci nahradil až do roku 1991 domácí hráč Z. Harant. Pod jeho vedením mužstvo dosáhlo prvního výraznějšího úspěchu, kterým byl postup do 1. A třídy v roce 1985. V následujícím ročníku však mužstvo sestoupilo zpět do 1. B třídy a v ročníku 1988/1989 sestoupilo až do okresního přeboru.
V následující sezóně 1988/89 se však dařilo a ze třiceti mistrovských zápasů neprohrálo ani jediný zápas s celkovým skórem 155:25 a ziskem 60 bodů suverénně postoupilo zpět do 1. B třídy a bylo označeno v tisku jako "Mužstvo roku". Kádr tvořili: Kanáloš J., Šísl M., Korytar M., Jiroušek J., Šimák Z., Mráz L., Kouba A., Vojta R., Hodina St., Janoušek M., Hes J., Tischler L., Princ V., Kouba M., Květoň Sl., Šísl J.,. Trenér Z. Harant. Následuje opět pro klub nepříliš šťastné období, do klubu přišel p. Havelka se slibem získat potřebné finanční prostředky na další rozvoj klubu. Sliby se však nenaplnily, mužstvo znovu sestoupilo do okresního přeboru, p. Havelka z klubu odešel a klubu zůstaly dluhy.

### Období od roku 2000
Vedoucím mužstva se stal Alexandr Pavelka, k týmu znovu nastoupil jako trenér Zdeněk Harant a do funkce prezidenta klubu byl zvolen Ing. Václav Princ. Pro klub tyto změny přinesly obrat k lepšímu, jelikož se mužstvo v ročníku 1999/2000 vrátilo zpět do 1. B třídy a s novým trenérem p. Zeleným v následující sezóně obsadilo druhé místo tabulky. Toto umístění mužstvo zopakovalo i v dalším soutěžním ročníku a zajistilo si tak postup do 1. A třídy. Mužstva se ujal trenér René Ollé a v průběhu následujících 5 let jej dokázal herně i výsledkově stabilizovat na velmi dobré úrovni. Soutěžní ročník 2006/2007 byl pro lažišťský klub nejúspěšnějším v dosavadní historii, mužstvo pod vedením trenéra Libora Žáka postoupilo poprvé do krajského přeboru. Do pozice trenérů bylo jmenováno duo Ing. Ján Lachkovič a hrající trenér Jan Pasák, kteří v silné konkurenci dovedli mužstvo na solidní 12. místo, čímž mu zajistili setrvání i pro následující ročník 2008/2009. V něm se celek umístil na posledním sestupovém místě. Hráči však nenechali nic náhodě a v 1. A třídě dominovali, čímž si zajistili opět účast v krajském přeboru.

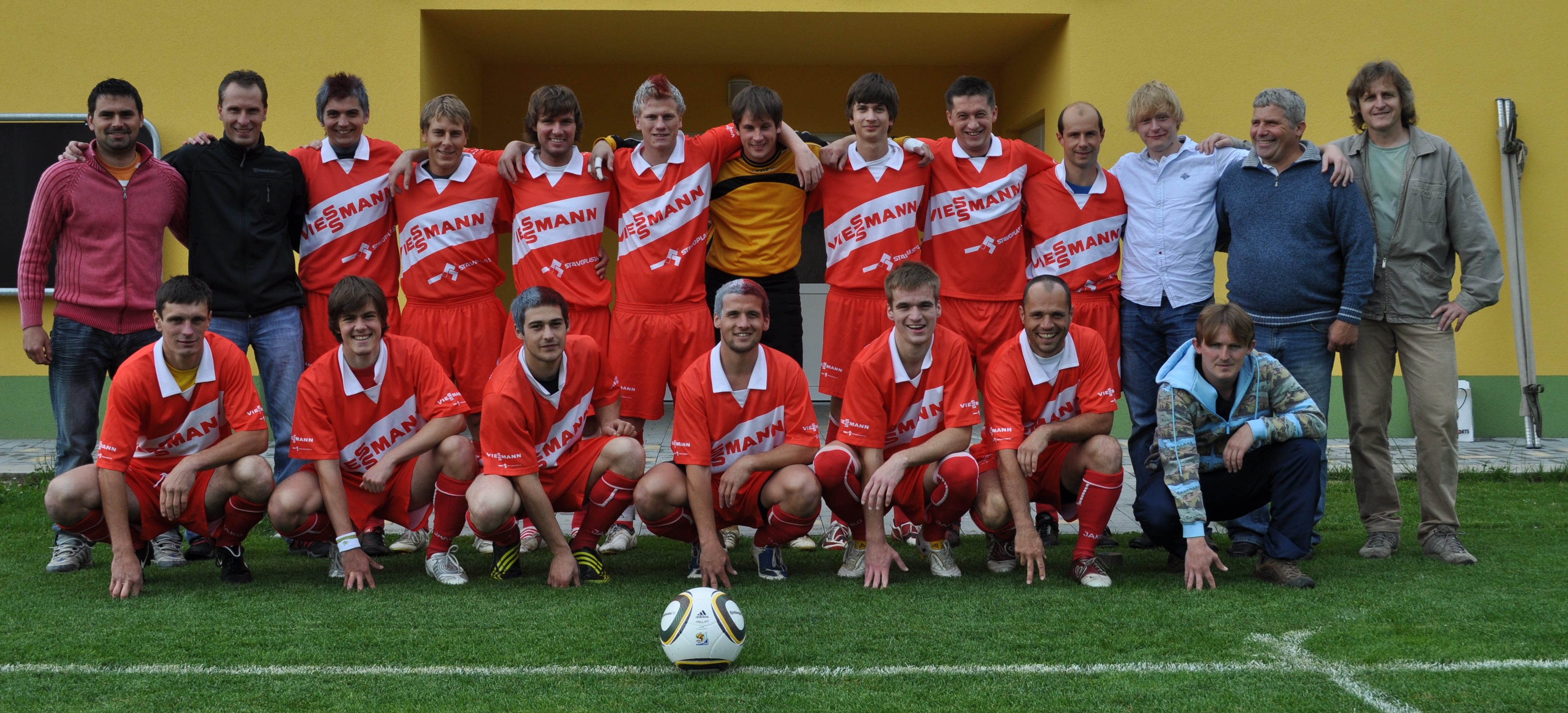
FK Lažiště 2009-2010

### Období od roku 2010
V ročníku 2010/2011 se lažišťští umístili na 12. místě a následující sezonu zakončili na 5. místě (historicky nejlepší umístění). V závěru této sezóny mužstvo k příležitosti 40 let od založení klubu sehrálo přátelské utkání s SK Dynamo České Budějovice, při kterém byla slavnostně otevřena i nová tribuna. V ročníku 2012/2013 mužstvo v neobvykle vyrovnané tabulce krajského přeboru obsadilo po podzimní části 9. příčku, na konci sezony skončilo na 13. místě. V ročníku 2013/2014 se Lažiště propadlo na 15. místo a sestoupilo do 1. A třídy. V 1. A třídě obsadilo Lažiště v sezóně 2014/2015 4. místo, o rok později v však následoval sestup z předposledního 13. místa. Tým tak po 14 letech hrál 1. B třídu. Napoprvé v boji o návrat skončilo Lažiště druhé za SK Sedlec. V sezóně 2017/2018 již postoupilo do 1. A třídy, kterou prošlo stejně úspěšně a na jaře 2019 slavilo návrat do krajského přeboru. Následující dvě sezóny byly poznamenané pandemií covidu-19, ani jedna z nich se nedohrála a lažišťský klub v nich obsadil 11. a 13. místo. Kvůli nedostatku hráčů se klub před sezónou 2021/2022 sjednotil s FK Tatran Prachatice a přenechal mu krajský přebor. Prachatické béčko hrálo I. A třídu právě v Lažištích. Ovšem po jedné sezóně se FK Lažiště od Tatranu oddělil a v sezóně 2022/2023 hrál v okresní soutěži okresu Prachatice.